# Trust Company
Trust Company é uma banda de metal alternativo formada em 1997 em Prattville, Alabama.

## Integrantes

### Membros atuais
- Kevin Palmer - vocal, guitarra (1997 – 2005, 2007 – atualmente)
- James Fukai - guitarra (1998 – 2005, 2007 – atualmente)
- Jason Singleton - bateria (1997 – 2005, 2007 – atualmente)
- Eric Salter - baixo (2008 – atualmente)

### Ex-membros
- Walker Warren - baixo (2004 – 2005)
- Josh Moates - baixo (1997 – 2004, 2007 – 2008)

## Discografia
- The Lonely Position of Neutral (2002)
- True Parallels (2005)
- Dreaming in Black & White (2011)